# دلار جامائیکا

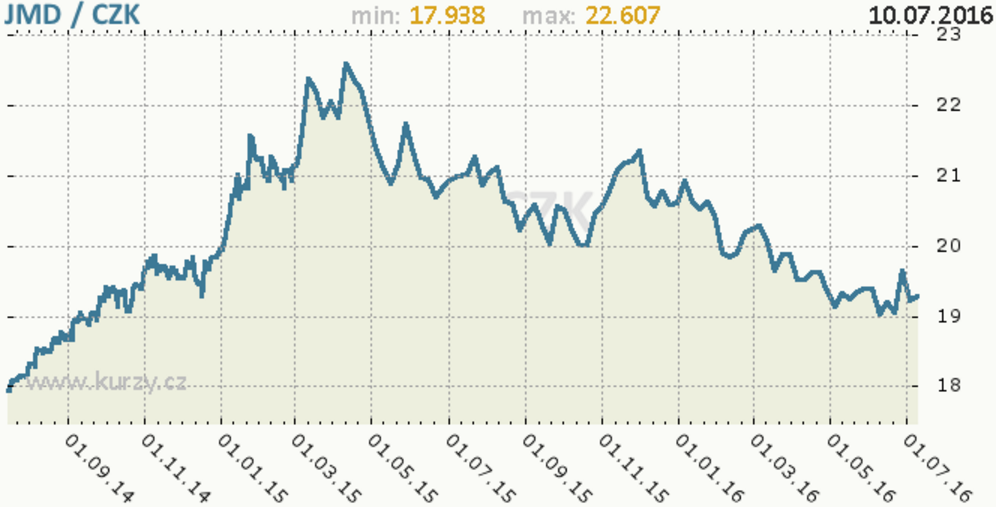
Jamaican Dollar

دلار جامائیکا (به انگلیسی: Jamaican dollar) با کد ایزوی JMD، یکای پول رایج در کشور جامائیکا است. مسئولیت کنترل این یکای پول برعهدهٔ بانک جامائیکا قرار دارد.